# Prince DeCystria
Prince DeCystria (ur. 13 grudnia 1898 roku w Paryżu, zm. 22 lutego 1943 roku w Paryżu) – francuski kierowca wyścigowy.

## Kariera
W swojej karierze DeCystria startował głównie w Stanach Zjednoczonych w mistrzostwach AAA Championship Car oraz towarzyszącym mistrzostwom słynnym wyścigu Indianapolis 500, będącym w latach 1923-1930 jednym z wyścigów Grandes Épreuves. W 1923 roku w wyścigu Indianapolis 500 uplasował się na dziewiątej pozycji.